# Topol (Bloke, Slovenija)
Topol je naselje u slovenskoj Općini Bloki. Topol se nalazi u pokrajini Notranjskoj i statističkoj regiji Notranjsko-kraškoj. 

## Stanovništvo
Prema popisu stanovništva iz 2002. godine naselje je imalo 54 stanovnika.